# Dipolaelaps
Dipolaelaps es un género de ácaros perteneciente a la familia  Laelapidae.

## Especies
- Dipolaelaps chimmarogalis Gu, 1983
- Dipolaelaps histis Zhang-Youzhi, Deng-Chenyu, Xue-Qunli, Yu-Yongfang & Wang-Dunqin, 1998
- Dipolaelaps hoi Chang & Hsu
- Dipolaelaps jiangkouensis Gu, 1985
- Dipolaelaps longisetosus Huang, 1985
- Dipolaelaps nepalensis Till, 1988
- Dipolaelaps paraubsunaris Wang & Li, 2002
- Dipolaelaps soriculi Huang, 1985
- Dipolaelaps taibaiensis Huang, 1985
- Dipolaelaps ubsunuris Zemskaya & Piontkovskaya, 1960